# Camden (Missouri)
Pour les articles homonymes, voir Camden.
Camden est une ville  du comté de Ray, dans le Missouri, aux États-Unis,. Située au sud du comté, elle est fondée en 1838 et incorporée en 1846.

## Démographie
Lors du recensement de 2010, la ville comptait une population de 191 habitants. Elle est estimée, en 2016, à 185 habitants.

### Source de la traduction
- (en) Cet article est partiellement ou en totalité issu de l’article de Wikipédia en anglais intitulé « Camden, Missouri » (voir la liste des auteurs).